# Споменик природе Термоминерални извор у селу Вуча
Споменик природе „Термоминерални извор у селу Вуча“ се налази на територији општине Лепосавић, на Косову и Метохији. За заштићено подручје је проглашена 1987. године, као споменик природе, на површини од непуних 17 ha.
Термоминерални извор у селу Вуча je споменик природе хидролошког карактера.

## Локација
Вуча је насеље у општини Лепосавић. Припада месној заједници Сочаница. Село се налази 8 km јужно од Лепосавићa са обе стране доњег тока вучанске реке, леве притоке Ибра, те на на трећем километру од магистралног путног правца Косовска Митровица – Рашка и на двадесетом од Митровице.

## О природном добру
Вода је лековита и народ је користи за лечење кожних и реуматски обољења. На изворима су направљени базени од бетона.

## Решење - акт о оснивању
Решење о стављању под заштиту објеката природе број 172 - СО Лепосавић. Службени лист САПК бр. 1/88